# Yvon Dumont
Yvon Dumont est un homme politique canadien, Lieutenant-gouverneur de la province du Manitoba de 1993 à 1999.